# Paracles vulpeculata
Paracles vulpeculata là một loài bướm đêm thuộc phân họ Arctiinae, họ Erebidae.